# هاوس فودز
هاوس فودز (انگلیسی: House Foods) شرکت صنایع غذایی ژاپنی است، که در سال ۱۹۱۳ تأسیس شد.